# Glötdalstjärnen
Glötdalstjärnen är en sjö i Härjedalens kommun i Härjedalen och ingår i Ljusnans huvudavrinningsområde. Sjöns area är 0,035 kvadratkilometer och den är belägen 748 meter över havet.